# Вознесенка (Якорський сільський округ)
Вознесе́нка (каз. Вознесенка) — село у складі Кизилжарського району Північноказахстанської області Казахстану. Входить до складу Якорського сільського округу.
Населення — 122 особи (2021; 135 у 2009, 287 у 1999, 296 у 1989).
Національний склад станом на 1989 рік:
- росіяни — 63 %.